# Theodor Anton Neagu
Theodor Anton Neagu (n. 20 septembrie 1932, Giurgiu, Vlașca, România – d. 5 martie 2017, București, România) a fost un paleontolog român, membru titular al Academiei Române.

## Date biografice
Theodor Neagu s-a născut la Giurgiu. A plecat la București unde a absolvit liceul „Mihai Eminescu". Aici, profesorul de zoologie Constantin Drăgoi l-a îndrumat spre științele naturale. Între 1951 și 1955 a urmat cursurile „Facultății de Geologie-Geografie", pe care a absolvit-o cu diplomă de merit. A fost singurul din promoția lui solicitat să rămână în învățământul superior. Ulterior, prof. Emilia Saulea, membru corespondent al Academiei, prima femeie paleontolog din România, i-a arătat frumusețea micropaleontologiei. În timp, a urcat pas cu pas toate treptele obligatorii pentru un savant care este și dascăl de învățământ superior. Între octombrie 1965 - iunie 1966, a avut un stagiu de specializare în SUA, coordonat de profesorii R. C. Moore - de la Lawrence Kansas University - și H. V. Andersen  - de la Luisiana State University. Membru al Societății de Geologie poloneze (1962). Membru în Comisia Internațională de Stratigrafie (1975). Alte trei luni petrecute în 1970 la Universitatea din Frankfurt pe Main, au fost ultimul său contact cu străinătatea de până în 1990.
Domenii de studii: micropaleontologie, paleontologia nevertebratelor. Autor a 85 de lucrări pe profilele amintite, publicate în reviste din țară și din străinătate. 
Descoperitor a peste 140 de noi specii, a 40 genuri și a unei familii de foraminifere.
Distins cu Premiul Ministerului Învățământului (1967) pentru cercetarea științifică - pe anul 1965 - pentru lucrarea „Albion foraminifera in the Romanian Plain”, Micropaleontology, 1965, nr. 2.
Premiul Academiei Române „Gr. Cobălcescu” pentru teza de doctorat susținută în 1965 și publicată.
Autor a unor tratate și monografii: sub formă de articole în serii succesive, prezentând primele studii asupra asociațiilor de foraminifere cretacice din Dobrogea de sud, ciclul studiului asupra miliolidelor, ciclul studiilor privind creta albă din Dobrogea de sud etc.
Membru corespondent al Academiei Române, ales la 23 martie 1993.

## Opera
- Micropaleontologie vol. 1;
- Protozoare, 2 vol., 1977;
- Metazoare, 1989;
- Micropaleontological and Stratigraphical study of the Upper Valleys of the Buzău and Râul Negru Rivers - teza de doctorat;
- Monographie de la faune des foraminiferes Eocretace du Colour de Dâmbovicioara, de Codlea et de Monta Persani.[1]